# Франс Путрос
Франс Дія Джирджис Хаддад, більш відомий як Франс Путрос (араб. فرانس بطرس / дан. Frans Dhia Putros; нар. 14 липня 1993, Орхус, Данія) — іракський та данський футболіст, правий та центральний захисник тайського клубу «Порт» та національної збірної Іраку.

## Клубна кар'єра

### «Орхус»
Футболом розочав займатися в «Сковбаккені», звідки 2004 року перебрався до «Орхуса». Саме в складі городян завершив виступи на молодіжному рівні. У 2005 році допоміг виграти молодіжний чемпіонат Данії, де грав у команді разом з Віктором Фішером і Єнсом Йонссоном. У 2012 році переведений до першої команди.
Виступав за «Орхус» як у чемпіонаті, так і в кубку Данії. У Суперлізі Данії дебютував 16 листопада 2013 року, де відіграв уі 90 хвилин у поєдинку проти «Норшелланна».
У вересні 2013 року відправився в оренду до клубу Першого дивізіону Данії «Сількеборг», яка була розрахована до кінця 2013 року. Приєднався до команди на запршення колишнього помічника головного тренера «Орхуса» Єспера Соренсена, якого призначили головним тренером «Сількеборга». Оскільки у Франса не було шансів зіграти в першій команді «Орхуса», його контракт з клубом розірвали у грудні 2013 року.

### «Сількеборг»
Незабаром після розірвання контракту з «Орхусом», уклав договір зі «Сількеборгом», розрахований до літа 2015 року. За підсумками сезону 2013/14 років допоміг команді виграти Перший дивізіон чемпіонату Данії та вийти до елітного дивізіону країни.

### «Фредерісія»
18 січня 2017 року було оголошено, що Франс Діа Путрос перейшов до ФК «Фредерісії», з якою він підписав дворічний контракт.

### «Хобро»
Наприкінц 2017 року Путрос виршив на продовжувати угоду з «Фредеріією» й у серпні 2017 року вільним агентом вирішив перебратия до предтавника Суперліги «Хобро». З новим клубом підписав 2-річний контракт.
На офіційному рівні дебютував за «Хобро» 20 лютого 2018 року в програному (0:1) домашньому поєдинку данської Суперліги проти «Орхуса». Фран вийшов у стартовому складі та відіграв увесь матч. Своїм першим голом за нову команду відзначився 25 лютого в програному (1:2) поєдинку чемпіонату Данії проти «Мідтьюлланна». Загалом у першій частині сезону зіграв 10 матчів.
Після закінчення терміну дії контракту 31 грудня 2019 року Франс та «Хобро» домовилися провести переговори про новий контракт, але не змогли домовитися, оскільки команда вилетла до нижчого дивізіону.

### «Віборг»
Наступного дня після появи новини про те, що Путрос і «Хобро» не можуть домовитися про новий контракт, він був представлений як новачок «Віборга». Разом з командою виграв Перший дивізіон чемпіонату Данії та допоміг ій потрапити до Суперлги.

### «Порт»
У червн 2022 року підписав контракт з представником Першого дивізіону чемпіонату Таїланду «Порт» зі столиці держави, Бангкоку

## Кар'єра в збірній
Народивя в Данії в родині етнічних ассирійців. Франс Діа тричі представляв юнацьку збірну Данії (U-20), у складі якої дебютував 23 липня 2012 року в переможному (2:1) поєдинку проти Чилі.
У футболці національної збірної Іраку дебютував 4 серпня 2018 року в переможному (4:0) товариському матчі проти Палестини. Учасник Кубку Азії з футболу 2019

## Особисте життя
Брат, Санді Путрос, футбольний арбітр, обслуговує матчі данської Суперліги.

## Статистика виступів

### Клубна
| Сезон   | Клуб         | Країна | Змагання              | Матчі | Голи |
| ------- | ------------ | ------ | --------------------- | ----- | ---- |
| 2012/13 | «Орхус»      | Данія  | Суперліга             | 2     | 0    |
| 2013/14 | «Орхус»      | Данія  | Суперліга             | 1     | 0    |
| 2013/14 | «Сількеборг» | Данія  | Перший дивізіон Данії | 16    | 0    |
| 2014/15 | «Сількеборг» | Данія  | Суперліга             | 12    | 0    |
| 2015/16 | «Сількеборг» | Данія  | Перший дивізіон Данії | 0     | 0    |
| 2015/16 | «Фредерісія» | Данія  | Перший дивізіон Данії | 12    | 2    |
| 2016/17 | «Фредерісія» | Данія  | Перший дивізіон Данії | 29    | 3    |
| 2017/18 | «Фредерісія» | Данія  | Перший дивізіон Данії | 17    | 8    |
| 2017/18 | «Хобро»      | Данія  | Суперліга             | 10    | 1    |
| 2018/19 | «Хобро»      | Данія  | Суперліга             | 19    | 0    |
| 2019/20 | «Хобро»      | Данія  | Суперліга             | 10    | 0    |
| 2019/20 | «Віборг»     | Данія  | Перший дивізіон Данії | 7     | 0    |
| 2020/21 | «Віборг»     | Данія  | Перший дивізіон Данії | 12    | 1    |

### У збірній
| Дата       | Місто    | Господарі | Результат | Гості   | Турнір                      | Голи | Примітки |
| ---------- | -------- | --------- | --------- | ------- | --------------------------- | ---- | -------- |
| 08-01-2019 | Абу-Дабі | Ірак      | 3 – 2     | В'єтнам | Кубок Азії 2019 - 1-й раунд | -    | 37'      |
| Усього     |          | Матчів    | 1         |         | Голів                       | 0    |          |

## Досягнення
«Сількеборг»
- Перший дивізіон Данії
  -  Чемпіон (1): 2013/14

«Віборг»
- Перший дивізіон Данії
  -  Чемпіон (1): 2020/21